# Gonzalo Fernández de Córdoba y Fernández de Córdoba
Gonzalo Fernández de Córdoba, (1520, Cartagène - 1578, Villaviciosa de Odón) troisième duc de Sessa, était le fils de Luis Fernandez de Cordoue et d'Elvire Fernandez de Cordoue, seconde duchesse de Sessa, fille du Grand Capitaine, et héritière d'importants domaines féodaux en Andalousie et dans le royaume de Naples.

## Enfance et jeunesse
Au début de 1521, le couple déménage de Rome à Naples pour retourner à Rome en 1522 lors de la nomination de Luis comme ambassadeur de Charles Quint devant le Saint-Siège. En septembre 1524, Elvire meurt lors d'un accouchement à Sessa. En août 1526, Luis meurt à son tour. Les parents du défunt rentrent en Espagne avec leurs trois enfants : Gonzalo, Francisca et Béatrice. Ils grandissent dans la puissante noblesse cordouanne. Leur mariage est décidé par leurs oncles paternels afin d'augmenter le patrimoine de la famille. Francisca est mariée avec Francisco de Zúñiga (es), marquis de Gibraleon ; Béatrice à Fernand Floch de Cardone ; et Gonzalo à Maria Sarmiento de Mendoza, fille du puissant secrétaire Francisco de Los Cobos.
Gonzalo reçoit une éducation soignée à Grenade qui inclut l'étude des langues classiques, la musique, la poésie, le maniement des armes, le cheval, et la chasse. Cette éducation bénéficie également à son esclave africain à qui il donne le nom de Juan Latino et qui devient un grand poète et humaniste de la renaissance espagnole. Ces années d'étude s'achèvent quand son oncle Pedro de Cordoba décide qu'il est temps pour lui de trouver une épouse au jeune duc. 
Sa vie se tourne dès lors vers la cour de Charles Quint. Par la médiation de l'empereur, les négociations s'orientent vers la famille de l'un des principaux ministres de la cour, le puissant secrétaire Francisco de Cobos, qui dirige les gouvernements d'Italie et d'Espagne. Il épouse en 1538 sa fille Marie.